# 鄒瑄
鄒瑄（？—1647年），字清臣，臨江府清江縣人，明朝政治與南明軍事人物。

## 生平
鄒瑄是崇禎三年（1630年）的舉人，獲授職方主事，隆武年間楊廷麟建立忠誠社，讓他和張定遠、黃介中、傅鵬、郭國震、王濟、酆岳壽、金士升、蕭鼎璧、梁愈榮起兵，聚眾二萬多人；當中他與黃介中到永豐支援忠誠。二人在廬嶺下戰鬥數天，因為沒有援兵戰敗，死者數千人；之後隆武帝任命鄒瑄為監軍副使前往忠誠，可是他到達時當地已經失守，走回廣東，永曆元年（1647年）正月被清軍擒殺。

## 引用
1. 1 2  錢海岳《南明史·卷四十二·列傳第十八》：（紹宗即位，楊廷麟）立忠誠社，命張定遠、鄒瑄、黃介中、傅鵬、郭國震、王濟、酆岳壽、金士升、蕭鼎璧、梁愈榮起兵，得二萬餘人。……瑄，字清臣，清江人。崇禎三年舉於鄉。授職方主事。與介中赴永豐，為忠誠援。
2. ↑  錢海岳《南明史·卷四十二·列傳第十八》：戰廬嶺下數日夕，援不至兵敗，死者數千人。遷監軍副使，命赴忠誠，及至已陷，聞詣廣東。永曆元年正月，被執死。